# Barbados ai Giochi della XXX Olimpiade
Barbados ha partecipato ai Giochi della XXX Olimpiade di Londra, che si sono svolti dal 27 luglio al 12 agosto 2012, con una delegazione di 6 atleti.

## Atletica leggera
Gare maschili
| Atleta           | Gara           | Batterie | Batterie | Quarti | Quarti | Semifinali      | Semifinali      | Finale          | Finale          |
| Atleta           | Gara           | Tempo    | Pos.     | Tempo  | Pos.   | Tempo           | Pos.            | Tempo           | Pos.            |
| ---------------- | -------------- | -------- | -------- | ------ | ------ | --------------- | --------------- | --------------- | --------------- |
| Ryan Brathwaite  | 110 m ostacoli | 13.23    | 2 Q      | N.D.   | N.D.   | 13.23           | 2 Q             | 13.40           | 5               |
| Shane Brathwaite | 110 m ostacoli | DNF      | DNF      | N.D.   | N.D.   | Non qualificato | Non qualificato | Non qualificato | Non qualificato |
| Greggmar Swift   | 110 m ostacoli | 13.62    | 5        | N.D.   | N.D.   | Non qualificato | Non qualificato | Non qualificato | Non qualificato |
| Ramon Gittens    | 100 m          | BYE      | BYE      | 10.35  | 6      | Non qualificato | Non qualificato | Non qualificato | Non qualificato |

## Judo
Gare maschili
| Atleta       | Evento | 32-esimi             | 16-esimi                | Ottavi               | Quarti di finale     | Semifinali           | 1º Turno ripescaggi  | 2º Turno ripescaggi  | Finale               | Finale          |
| Atleta       | Evento | Avversario Risultato | Avversario Risultato    | Avversario Risultato | Avversario Risultato | Avversario Risultato | Avversario Risultato | Avversario Risultato | Avversario Risultato | Classifica      |
| ------------ | ------ | -------------------- | ----------------------- | -------------------- | -------------------- | -------------------- | -------------------- | -------------------- | -------------------- | --------------- |
| Kyle Maxwell | 73 kg  | BYE                  | Riki Nakaya P 0001–0100 | Non qualificato      | Non qualificato      | Non qualificato      | Non qualificato      | Non qualificato      | Non qualificato      | Non qualificato |

## Nuoto
Gare maschili
| Atleta       | Gara            | Batteria | Batteria  | Semifinale      | Semifinale      | Finale          | Finale          |
| Atleta       | Gara            | Tempo    | Posizione | Tempo           | Posizione       | Tempo           | Posizione       |
| ------------ | --------------- | -------- | --------- | --------------- | --------------- | --------------- | --------------- |
| Bradley Ally | 100 metri dorso | 56.27    | 40        | Non qualificato | Non qualificato | Non qualificato | Non qualificato |
| Bradley Ally | 200 metri misti | 2:00.85  | 22        | Non qualificato | Non qualificato | Non qualificato | Non qualificato |
| Bradley Ally | 400 metri misti | 4:21.32  | 25        | N.D.            | N.D.            | Non qualificato | Non qualificato |